# The Dead South
The Dead South je kanadská folková-bluegrassová hudební skupina z Reginy v Saskatchewanu.

## Historie
Původně tvořili skupinu The Dead South čtyři členové – zpěvák a kytarista Nate Hilts, zpěvák a violoncellista Danny Kenyon, banjista Colton Crawford a mandolinista, kytarista a zpěvák Scott Pringle. S nápadem vytvořit si vlastní skupinu přišel Nate Hilts spolu s Danny Kanyonem, kteří spolu hráli již dříve. Skupina, ve které oba dva působili, se rozpadla. A tak v roce 2012 vytvořili vlastní hudební akustickou skupinu se jménem The Dead South.

### Good Company
Skupina se proslavila albem, které bylo vydáno koncem roku 2014 pod jménem Good Company německou nahrávací společností Devil Duck Records a vedlo k rozsáhlému turné v Kanadě a v Evropě. Všechny jejich koncerty byly velice rychle vyprodány. Vydáním hudebního klipu „In Hell I'll Be In Good Company“ na YouTube v roce 2017 se zvedl zájem o dřívější debutové album Good Company, které se tak objevilo v Top 50 v žebříčcích Billboardu a v Top 20 na celkovém americkém žebříčku iTunes. Skupina vydala ještě další alba. První v roce 2013 pod názvem The Ocean Went Mad and We Were to Blame, v roce 2016 Illusion and Doubt a v roce 2019 Sugar & Joy.

## Současnost
Nyní skupina jezdí každoročně po Kanadě i Evropě. Složení skupiny se však za dobu působení na téměř tři roky změnilo, když v roce 2015 skupinu ze zdravotních důvodů opustil Colton Crawford. Zanedlouho ho však nahradila Eliza Mary Doylová, která byla členkou do podzimu 2018. Od této doby je banjistou skupiny opět Colton Crawford.

## Členové
- Danny Kenyon (zpěv, violoncello) 2012–2020 2021–dosud
- Scott Pringle (zpěv, mandolína, kytara) 2012–dosud
- Nate Hilts (zpěv, kytara, mandolína) 2012–dosud
- Colton Crawford (zpěv, banjo) 2012–2015, 2018-dosud
- Eliza Mary Doyle (banjo) 2015–2018
- Erik Mehlsen (violoncello) 2015–2018